# Brachistosternus chimba
Espèce
Brachistosternus chimba est une espèce de scorpions de la famille des Bothriuridae.

## Distribution
Cette espèce est endémique de la région d'Antofagasta au Chili. Elle se rencontre vers la réserve nationale de La Chimba.

## Description
Les mâles mesurent de 59 à 60 mm et les femelles de 55 à 61 mm.

## Étymologie
Son nom d'espèce lui a été donné en référence au lieu de sa découverte, la réserve nationale de La Chimba.

## Publication originale
- Ojanguren Affilastro, Alfaro & Pizarro-Araya, 2021 : « Two new scorpion species from protected areas in Antofagasta Region, Chile (Scorpiones, Bothriuridae, Brachistosternus). » Zootaxa, no 5040(1), p. 111-131.